# Elisabeth Juliana Francisca van Hessen-Homburg
Landgravin Elisabeth Juliana Francisca van Hessen-Homburg (Slot Homburg vor der Höhe, 6 januari 1681 – Nassauischer Hof, Siegen, 12 november 1707), Duits: Elisabeth Juliana Franziska Landgräfin von Hessen-Homburg (officiële titels: Landgräfin zu Hessen, Fürstin zu Hersfeld, Gräfin zu Katzenelnbogen, Diez, Ziegenhain, Nidda, Schaumburg, Isenburg und Büdingen), was een landgravin uit het Huis Hessen-Homburg en door huwelijk vorstin van Nassau-Siegen.

## Biografie

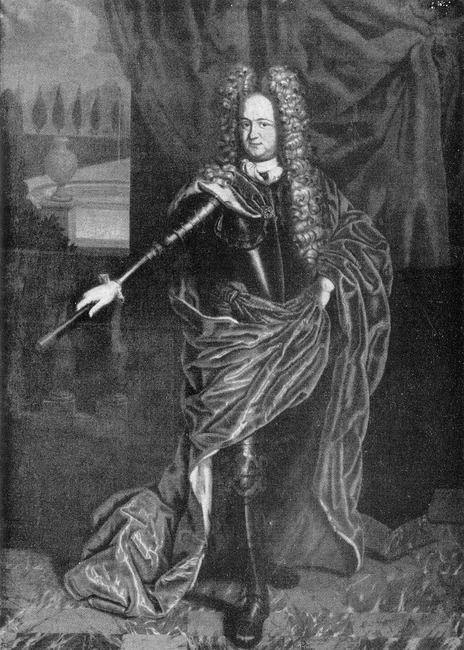
Vorst Frederik Willem Adolf van Nassau-Siegen, de echtgenoot van Elisabeth Juliana Francisca. Anoniem portret, eerste kwart 18e eeuw, Siegerlandmuseum, Siegen.

Elisabeth Juliana Francisca werd op 6 januari 1681 op Slot Homburg vor der Höhe geboren als de vijfde dochter van landgraaf Frederik II ‘met het Zilveren Been’ van Hessen-Homburg en diens tweede echtgenote hertogin Louise Elisabeth van Koerland. Elisabeth Juliana Francisca werd op 13 januari gedoopt.
Elisabeth Juliana Francisca huwde in Slot Homburg vor der Höhe op 7 januari 1702 met vorst Frederik Willem Adolf van Nassau-Siegen (Nassauischer Hof, Siegen, 20 februari 1680 – aldaar, 13 februari 1722), de oudste zoon van vorst Willem Maurits van Nassau-Siegen en prinses Ernestine Charlotte van Nassau-Schaumburg. Bij alle gastvrijheid van de magistraat van de stad Siegen werd altijd gelet op de grootst mogelijke zuinigheid. Toen de vader van Elisabeth Juliana Francisca (die later via Heinrich von Kleist in de literatuur bekend werd als Prinz Friedrich von Homburg) in 1702 een bezoek bracht aan het Untere Schloss, kreeg hij van de stad het verplichte geschenk wijn. Op een avondreceptie in het raadhuis moest de landgraaf het echter doen met bier, omdat – volgens de stadsrekening – ‘er seinen Wein bereits erhalten habe’. Als bijzondere eer had de magistraat echter voor de feestelijke ontvangst de Keulse stadspijpers aangetrokken, die zeker bij het diner en het bal hebben gespeeld.
Bij het overlijden van zijn vader in 1691 volgde Frederik Willem Adolf zijn vader op als de regerende landsheer in het protestantse deel van het vorstendom Nassau-Siegen en medeheerser van de stad Siegen. Hij bezat het ambt Siegen (met uitzondering van zeven dorpen) en de ambten Hilchenbach en Freudenberg. De stad Siegen deelde hij met zijn achterneven, Johan Frans Desideratus (tot 1699) en Willem Hyacinth (vanaf 1699), de katholieke vorsten van Nassau-Siegen. Ook volgde Frederik Willem Adolf zijn vader op als graaf van Bronkhorst, heer van Wisch, Borculo, Lichtenvoorde en Wildenborch, en erfbaanderheer van het hertogdom Gelre en het graafschap Zutphen. Omdat hij nog minderjarig was, stond hij tot 1701 onder onder voogdij en regentschap van zijn moeder.
Elisabeth Juliana Francisca overleed al op 12 november 1707, 26 jaar oud, vijf dagen na de geboorte van haar dochter Sophia Elisabeth, in de Nassauischer Hof in Siegen. Ze werd op 14 november begraven in de Fürstengruft aldaar.
Frederik Willem Adolf hertrouwde in het Markgrafelijk Brandenburgse slot in Bayreuth op 13 april 1708 met zijn nicht hertogin Amalia Louise van Koerland (Mitau, 23 juli 1687 – Untere Schloss, Siegen, 18 januari 1750), de derde dochter van hertog Frederik Casimir van Koerland en diens eerste echtgenote prinses Sophia Amalia van Nassau-Siegen. Amalia Louise van niet alleen een nicht van Frederik Willem Adolf, maar ook van Elisabeth Juliana Francisca.
In oktober 1712 bereikten Frederik Willem Adolf en Willem Hyacinth een overeenkomst over hun aandeel in de stad Siegen. Willem Hyacinth stond het katholieke land aan Frederik Willem Adolf af in ruil voor een jaarlijks pensioen van 12.000 rijksdaalders. Het was zelfs de bedoeling om Maria Anna Josepha, de minderjarige dochter van Willem Hyacinth, uit te huwelijken aan de nog jongere gereformeerde erfprins Frederik Willem, de enige zoon van Elisabeth Juliana Francisca. Dit alles werd niet in de laatste plaats gedaan om van de lastige buitenlandse regering af te komen.
Frederik Willem Adolf overleed op 13 februari 1722 in de Nassauischer Hof in Siegen. De doodsoorzaak was waterzucht. Hij werd op 10 april begraven in de Fürstengruft aldaar. Hij werd opgevolgd door Frederik Willem II, de enige zoon van Elisabeth Juliana Francisca. Frederik Willem II stond tot 1727 onder voogdij en regentschap van zijn stiefmoeder Amalia Louise.

## Kinderen

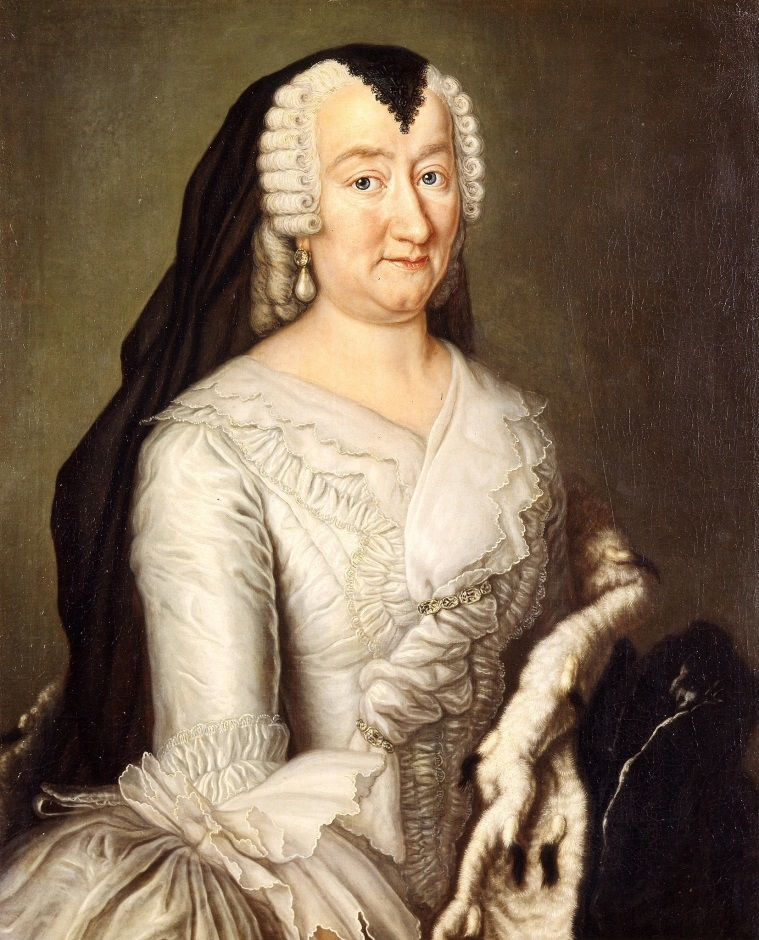
Prinses Charlotte Frederica van Nassau-Siegen. Portret door Christoph Gottfried Ringe, 1751, Stichting Historische Verzamelingen van het Huis Oranje-Nassau, Den Haag.

Uit het huwelijk van Elisabeth Juliana Francisca en Frederik Willem Adolf werden de volgende kinderen geboren:
1. Charlotte Frederica (Siegen, 30 november 1702[noot 7] – Stadthagen, 22 juli 1785[noot 8]), huwde in Weimar op 27 juni 1725 met vorst Leopold van Anhalt-Köthen (Köthen, 29 november 1694Jul. – aldaar, 19 november 1728), en hertrouwde in Varel op 26 april 1730[noot 9] met graaf Albrecht Wolfgang van Schaumburg-Lippe-Bückeburg (Bückeburg, 27 april 1699 – aldaar, 24 september 1748).
2. Sophia Maria (Nassauischer Hof, Siegen, 28 januari 1704[noot 10] – aldaar, 28 augustus 1704[noot 11]).
3. Sibylle Henriëtte Eleonora[noot 12] (Nassauischer Hof, Siegen, 21 september 1705[noot 13] – aldaar, 5 september 1712[noot 14]).
4. Frederik Willem II (Nassauischer Hof, Siegen, 11 november 1706[noot 15] – aldaar, 2 maart 1734[noot 16]), volgde in 1722 zijn vader op. Huwde op Jachtslot Ludwigseck bij Feudingen op 23 september 1728[noot 17] met gravin Sophia Polyxena Concordia van Sayn-Wittgenstein-Hohenstein (Berlijn, 28 mei 1709[noot 18] – Untere Schloss, Siegen, 15 december 1781[noot 19]).
5. Sophia Elisabeth (Nassauischer Hof, Siegen, 7 november 1707[noot 20] – aldaar, 5 oktober 1708).

## Voorouders
| Voorouders van Elisabeth Juliana Francisca van Hessen-Homburg | Voorouders van Elisabeth Juliana Francisca van Hessen-Homburg                                                          | Voorouders van Elisabeth Juliana Francisca van Hessen-Homburg                                                          | Voorouders van Elisabeth Juliana Francisca van Hessen-Homburg                                                          | Voorouders van Elisabeth Juliana Francisca van Hessen-Homburg                                                          | Voorouders van Elisabeth Juliana Francisca van Hessen-Homburg                                                       | Voorouders van Elisabeth Juliana Francisca van Hessen-Homburg                                                       | Voorouders van Elisabeth Juliana Francisca van Hessen-Homburg                                                       | Voorouders van Elisabeth Juliana Francisca van Hessen-Homburg                                                       |
| ------------------------------------------------------------- | --- | --- | --- | --- | --- | --- | --- | --- |
| Betovergrootouders                                            | Filips I ‘de Grootmoedige’ van Hessen (1504–1567) ⚭ 1523 Christina van Saksen (1505–1549)                              | Bernhard VIII van Lippe (1527–1563) ⚭ 1550 Catharina van Waldeck-Eisenberg (1524–1583)                                 | George I van Leiningen-Westerburg (1533–1586) ⚭ 1570 Margaretha van Isenburg-Birstein (1542–1612)                      | Simon Ungnad von Weißenwolff (?–?) ⚭ ? Katharina von Plesse (?–?)                                                      | Godhard van Koerland (ca. 1517–1587) ⚭ 1566 Anna van Mecklenburg-Güstrow (1533–1602)                                | Albrecht Frederik van Pruisen (1553–1618) ⚭ 1573 Maria Eleonora van Gulik (1550–1608)                               | Johan Sigismund van Brandenburg (1572–1620) ⚭ 1594 Anna van Pruisen (1576–1625)                                     | Frederik IV van de Palts (1574–1610) ⚭ 1593 Louise Juliana van Nassau (1576–1644)                                   |
| Overgrootouders                                               | George I ‘de Vrome’ van Hessen-Darmstadt (1547–1596) ⚭ 1572 Magdalena van Lippe (1552–1587)                            | George I ‘de Vrome’ van Hessen-Darmstadt (1547–1596) ⚭ 1572 Magdalena van Lippe (1552–1587)                            | Christoffel van Leiningen-Westerburg (1575–1635) ⚭ 1601 Anna Maria Ungnad von Weißenwolff (1573–1606)                  | Christoffel van Leiningen-Westerburg (1575–1635) ⚭ 1601 Anna Maria Ungnad von Weißenwolff (1573–1606)                  | Willem van Koerland (1574–1640) ⚭ 1609 Sophia van Pruisen (1582–1610)                                               | Willem van Koerland (1574–1640) ⚭ 1609 Sophia van Pruisen (1582–1610)                                               | George Willem van Brandenburg (1595–1640) ⚭ 1616 Elisabeth Charlotte van de Palts (1597–1660)                       | George Willem van Brandenburg (1595–1640) ⚭ 1616 Elisabeth Charlotte van de Palts (1597–1660)                       |
| Grootouders                                                   | Frederik I ‘de Oudere’ van Hessen-Homburg (1585–1638) ⚭ 1622 Margaretha Elisabeth van Leiningen-Westerburg (1604–1667) | Frederik I ‘de Oudere’ van Hessen-Homburg (1585–1638) ⚭ 1622 Margaretha Elisabeth van Leiningen-Westerburg (1604–1667) | Frederik I ‘de Oudere’ van Hessen-Homburg (1585–1638) ⚭ 1622 Margaretha Elisabeth van Leiningen-Westerburg (1604–1667) | Frederik I ‘de Oudere’ van Hessen-Homburg (1585–1638) ⚭ 1622 Margaretha Elisabeth van Leiningen-Westerburg (1604–1667) | Jacob van Koerland (1610–1682) ⚭ 1645 Louise Charlotte van Brandenburg (1617–1676)                                  | Jacob van Koerland (1610–1682) ⚭ 1645 Louise Charlotte van Brandenburg (1617–1676)                                  | Jacob van Koerland (1610–1682) ⚭ 1645 Louise Charlotte van Brandenburg (1617–1676)                                  | Jacob van Koerland (1610–1682) ⚭ 1645 Louise Charlotte van Brandenburg (1617–1676)                                  |
| Ouders                                                        | Frederik II ‘met het Zilveren Been’ van Hessen-Homburg (1633–1708) ⚭ 1670 Louise Elisabeth van Koerland (1646–1690)    | Frederik II ‘met het Zilveren Been’ van Hessen-Homburg (1633–1708) ⚭ 1670 Louise Elisabeth van Koerland (1646–1690)    | Frederik II ‘met het Zilveren Been’ van Hessen-Homburg (1633–1708) ⚭ 1670 Louise Elisabeth van Koerland (1646–1690)    | Frederik II ‘met het Zilveren Been’ van Hessen-Homburg (1633–1708) ⚭ 1670 Louise Elisabeth van Koerland (1646–1690)    | Frederik II ‘met het Zilveren Been’ van Hessen-Homburg (1633–1708) ⚭ 1670 Louise Elisabeth van Koerland (1646–1690) | Frederik II ‘met het Zilveren Been’ van Hessen-Homburg (1633–1708) ⚭ 1670 Louise Elisabeth van Koerland (1646–1690) | Frederik II ‘met het Zilveren Been’ van Hessen-Homburg (1633–1708) ⚭ 1670 Louise Elisabeth van Koerland (1646–1690) | Frederik II ‘met het Zilveren Been’ van Hessen-Homburg (1633–1708) ⚭ 1670 Louise Elisabeth van Koerland (1646–1690) |